# Rheum racemiferum
Rheum racemiferum Maxim. – gatunek rośliny z rodziny rdestowatych (Polygonaceae Juss.). Występuje naturalnie w Mongolii oraz Chinach (w prowincji Gansu oraz regionach autonomicznych Mongolia Wewnętrzna i Ningxia). 

## Morfologia
PokrójBylina dorastająca do 50–70 cm wysokości.
LiścieIch blaszka liściowa jest lekko skórzasta i ma owalny kształt. Mierzy 10–20 cm długości, jest całobrzega, o niemal sercowatej nasadzie i tępym wierzchołku. Ogonek liściowy jest nagi i osiąga 4–9 cm długości. Gatka jest błoniasta.
KwiatyZebrane w wiechy, rozwijają się na szczytach pędów. Listki okwiatu mają eliptyczny kształt i mierzą 2 mm długości.
OwoceMają kształt od elipsoidalnego do podłużnie elipsoidalnego, osiągają 12 mm długości.

## Biologia i ekologia
Rośnie murawach oraz terenach skalistych. Występuje na wysokości od 1300 do 2000 m n.p.m. Kwitnie od czerwca do lipca.